# 滋賀県道・三重県道4号草津伊賀線

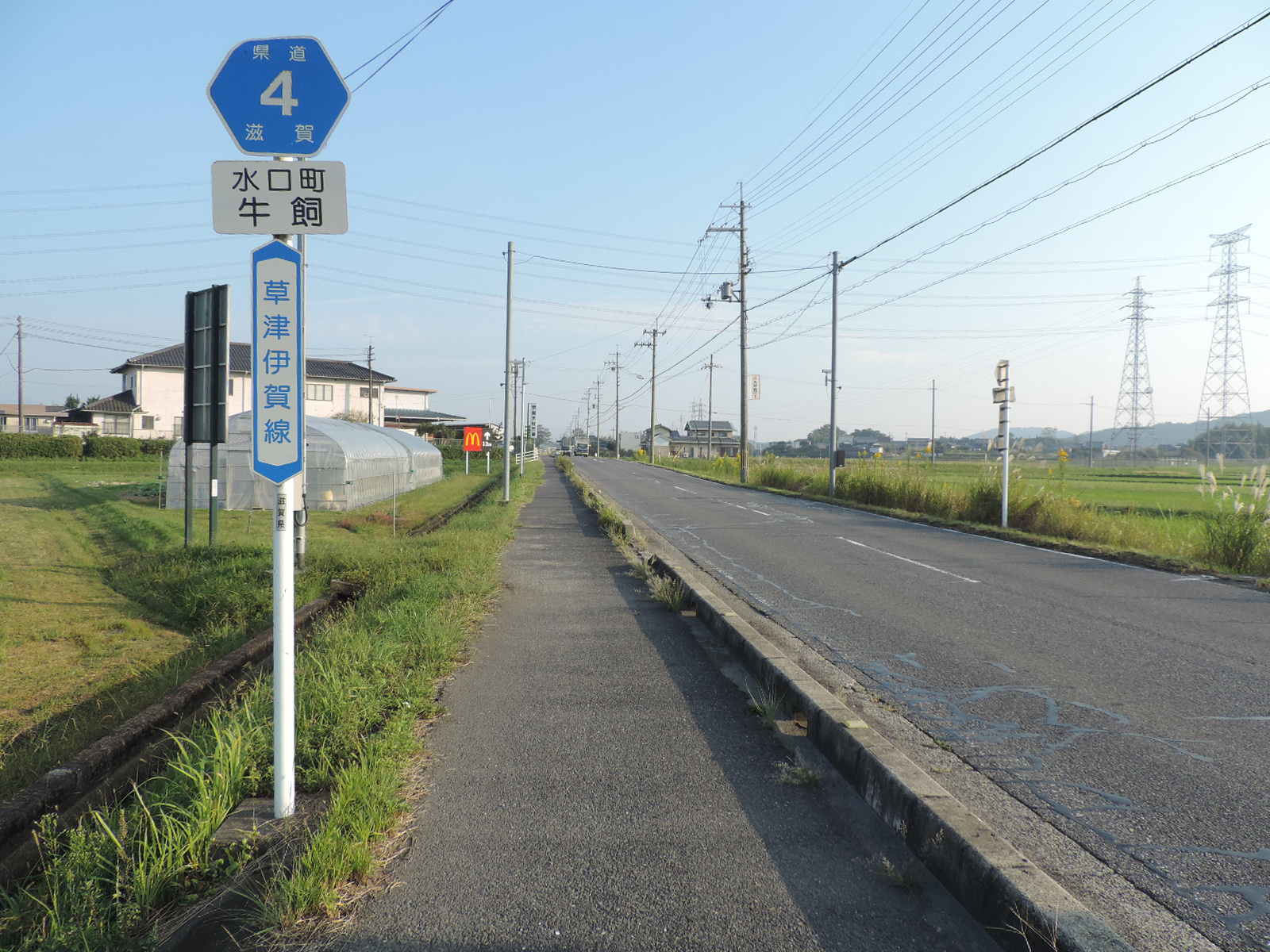
甲賀市水口町牛飼にて（2017年10月）

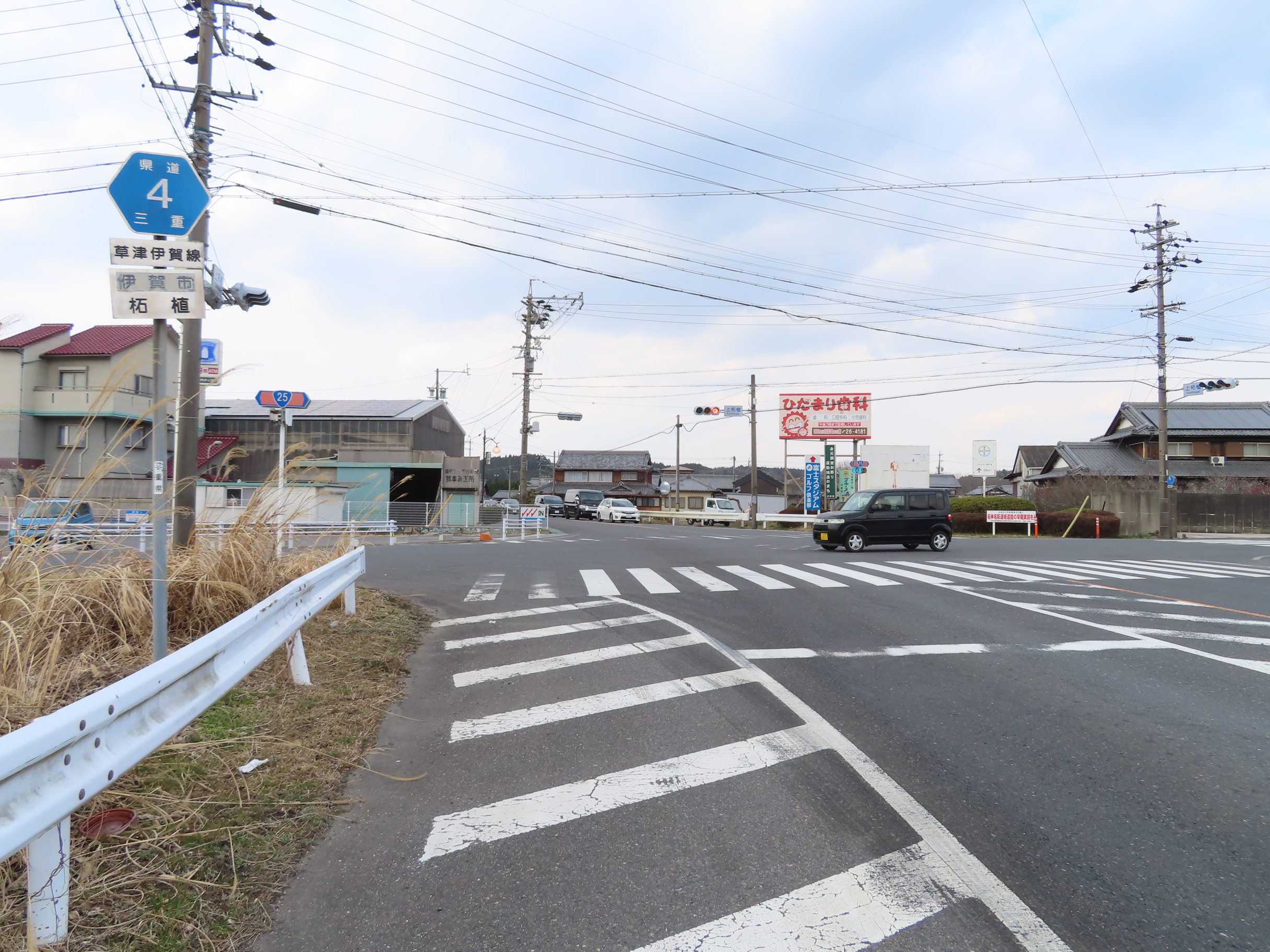
伊賀市柘植にて（2022年3月）

滋賀県道・三重県道4号草津伊賀線（しがけんどう・みえけんどう4ごう くさついがせん）は、滋賀県草津市から三重県伊賀市に至る主要地方道（滋賀県道・三重県道）である。

## 概要
旧杣街道を沿うように通っており、県道4号の旧道は杣街道である。倉歴峠を越えて滋賀県と三重県を結ぶ。古くは伊勢街道と呼ばれ、京都と伊勢神宮を結ぶ路線の1つであったとされる。

### 路線データ
- 陸上距離：25.6 km （2016年国道1号旧道移管前）
- 起点：滋賀県湖南市石部2丁目（石部大橋交差点＝国道1号交点）
  - 資料によっては草津市大路井町（現在の草津市大路）としているものがある[3]。
- 終点：三重県伊賀市柘植町字北打山1058番105地先[4]（上柘植IC＝国道25号交点）

## 路線状況

### 沿道
国道1号バイパス栗東水口道路整備の進捗にともない、2016年（平成28年）4月1日に国道1号旧道より、滋賀県湖南市三雲西交差点から石部大橋交差点までを県道4号に移管した。この区間は1952年（昭和27年）10月に一級国道1号のバイパスとして沖積低地を直線で通れるように新設された道路で、名神高速道路と連絡する関係から沿線に多数の工場が立地していった。
甲賀市水口町三大寺 - 湖南市三雲の区間はかつて野洲川・杣川の左岸沿いで草津線との狭小な地域を縫うような路線であったが、1970年（昭和45年）から5.1 km、総事業費44億円で着手。三大寺 - 岩坂工区の2.5 kmは総事業費8億円をかけ、1984年（昭和59年）8月にバイパスが供用開始。岩坂 - 三雲工区の2.6 kmは1981年（昭和56年）から工事に着手し、1992年（平成4年）2月5日に供用開始した。途中の三雲トンネルは延長約0.9 kmで、1987年（昭和62年）12月から工事に着手し、1991年（平成3年）8月に完成。園養山古墳群の保存のため事業費27億円でトンネル化を行い、滋賀県内のトンネルでは初の換気設備が導入された。

### 重複区間
- 国道1号（草津市 - 湖南市石部大橋交点）（栗東IC付近から国道8号重複）

### 利用状況
交通量
| 地点                       | 平日12時間          | 平日24時間          |
| 地点                       | 2005年度 ⇒ 2010年度 | 2005年度 ⇒ 2010年度 |
| 滋賀県湖南市三雲           | 9,280台 ⇒ 8,849台   | 12,157台 ⇒ 11,415台 |
| 滋賀県甲賀市甲南町竜法師   | 10,668台 ⇒ 10,124台 | 13,762台 ⇒ 13,161台 |
| 滋賀県甲賀市甲賀町大原市場 | 4,615台 ⇒ 4,826台   | 6,002台 ⇒ 6,274台   |
| 三重県伊賀市野村           | 4,615台 ⇒ 4,168台   | 6,002台 ⇒ 5,332台   |

### 道路施設
- 勅使野橋（湖南市三雲）
- 三雲トンネル（湖南市三雲）
- 新杣川橋（甲賀市甲南町）

## 地理

### 通過する自治体
- 滋賀県
  - 草津市 - 栗東市 - 湖南市 - 甲賀市
- 三重県
  - 伊賀市

### 接続道路

#### 滋賀県湖南市
- 国道1号（含・栗東水口道路）
- 滋賀県道22号竜王石部線
- 滋賀県道113号石部草津線
- 滋賀県道13号彦根八日市甲西線
- 滋賀県道53号牧甲西線

#### 滋賀県甲賀市
- 滋賀県道122号貴生川停車場線（旧国道307号）
- 国道307号
- 滋賀県道49号甲南阿山伊賀線
- 滋賀県道128号杉谷嶬峨線
- 滋賀県道124号甲南停車場線
- 滋賀県道127号小佐治甲南線
- 滋賀県道133号伊賀甲南線
- 滋賀県道123号水口甲南線
- 滋賀県道134号上馬杉野尻線
- 滋賀県道24号甲賀土山線
- 滋賀県道775号甲賀阿山線
- 滋賀県道51号東湯舟甲賀線
- 滋賀県道131号神上野線
- 滋賀県道135号上馬杉上野線

#### 三重県伊賀市
- 三重県道50号伊賀信楽線
- 国道25号
- 名阪国道（国道25号）上柘植IC

### 沿線
| - 湖南市役所三雲出張所 - 湖南市立三雲保育園 - 王子特殊紙滋賀工場 - 学校法人森島学園貴生川認定こども園 - 甲賀市立貴生川小学校 - ファッションセンターしまむら甲南店 - ドラッグユタカ甲南店 - 関西みらい銀行甲南支店、甲賀支店 | - 学校法人森島学園甲南幼稚園 - 湖東信用金庫甲南支店 - フレンドタウンコウカ（ショッピングセンター） - NTT西日本滋賀支店近江甲南別館 - ザ・ビッグ エクスプレス甲南店 - 滋賀甲南カントリークラブゴルフコース - JR草津線甲賀駅 | - 滋賀銀行大原支店 - 甲賀郵便局 - 日新薬品工業甲賀工場研究所 - シオノギ製薬油日ラボラトリーズ - 余野公園 - 伊賀市立柘植中学校 - 伊賀市立柘植第二保育園 |

## 沿革
1920年（大正9年）4月1日に滋賀県が草津柘植線として県道に指定されており、現存する最も古い県道のひとつ。1954年（昭和29年）1月20日に建設省（現・国土交通省）が草津柘植線の名称で主要地方道へ昇格。
滋賀県側は1954年（昭和29年）9月6日に県道7号草津柘植線として主要地方道に認定、1960年から県道331号草津柘植線となり、1972年（昭和47年）3月21日に県道331号草津伊賀線へ改称され、1990年（平成2年）9月17日から整理番号を三重県側に合わせ県道4号草津伊賀線となった。
三重県側は1955年（昭和30年）3月8日に旧県道柘植草津線を廃止し三重県道5号草津柘植線として主要地方道に認定、1965年（昭和40年）8月27日に県道4号草津柘植線となり、1972年（昭和47年）3月31日に県道4号草津伊賀線へ改称された。